# Фергюсон, Уилл
Уильям Стенер "Уилл" Фергюсон (англ. William Stener "Will" Ferguson; род. 12 октября 1964) — канадский автор путеводителей и романист, более известный своими юмористическими заметками по канадской истории и культуре.
Фергюсон был четвёртым ребёнком из шести в семье, родившийся в Форте Вермилион, бывшей пушной торговой станции. Его родители развелись в Реджайне, когда Уиллу было шесть.
Фергюссон выступает с критикой канадской монархии, как публично, так и в своих книгах. Его цитируют в СМИ при обсуждении проблемы монархии. Также в своей книге 'Beauty Tips from Moose Jaw' (2004) он затрагивает темы сепаратистких и  движений за независимость, таких как республика Мадаваска.

## Личная жизнь
Фергюсон окончил среднюю школу Линдсея Тербера (англ. Lindsay Thurber Comprehensive High School (L.T.C.H.S.)), где был отмечен стипендией Александра Резерфорда (англ. Alexander Rutherford Scholarships) во всех возможных категориях. После присоединился к правительственным программам Katimavik и Canada World Youth. По направлению Canada World Youth поехал в Эквадор в Южную Америку, путешествие описал в своей книге «Почему я ненавижу канадцев» англ. Why I Hate Canadians). Изучал кинопроизводство в Йоркском университете, где в 1990 году получил диплом Бакалавра изящных искусств (англ. B.F.A.) с особыми почестями.
В начале 1990-х присоединился к программе JET и в течение пяти лет жил в Кюсю, Япония, преподавая английский язык. В 1995 году женился на Текуми в Кумамото. После возвращения из Японии испытал обратный культурный шок, который стал основой для его книги «Почему я ненавижу канадцев». О своём опыте путешествия автостопом по Японии он написал в книге «Блюз Хоккайдского шоссе» (англ. Hokkaido Highway Blues), позже озаглавленной «Сцепление с Буддой» (англ. Hitching Rides with Buddha), в России данная книга вышла в издательстве Астрель в 2012 году под названием «Невероятное путешествие по Японии. Дорогами Будды».
В настоящее время, с женой и двумя детьми, проживает в городе Калгари, штата Альберта.

## Награды
В 1999 году был удостоен награды Эдна Стаеблер присуждаемой в жанре творческий нонфикшн за произведение «I Was a Teenage Katima Victim: A Canadian Odyssey»
Трижды становился лауреатом мемориальной медали Стивета Ликока за юмор: в 2002 году за «Generica» (переизданную позже под заголовком «Happiness™», в России вышла под заголовком «Счастье™»), в 2005 за «Beauty Tips from Moose Jaw» и в 2010 за «Beyond Belfast»
В 2012 году за произведение 419 удостоился премии Гиллер, в 2013 году это произведение удостоено Libris Award от ассоциации канадских книготорговцев за художественное произведение года.